# Солдатов, Валентин Иванович
Валентин Иванович Солдатов (8 октября 1944, Москва) — советский футболист, полузащитник, нападающий. Мастер спорта СССР.
Выступал за команды высшего (1968, 1971), первого (1962, 1965—1967, 1969—1970) и второго (1963—1965, 1972—1974) эшелонов советского футбола. Играл в составе клубов «Волга» Калинин (1962—1963, 1965—1967), «Звезда» Серпухов (1964), «Ковровец» Ковров (1965), «Торпедо» Москва (1968), «Труд» Воронеж (1969), «Кайрат» Алма-Ата (1970—1971), «Металлург» Липецк (1972), «Трактор» Павлодар (1972—1974).
В чемпионате СССР провёл 28 матчей. В составе «Торпедо» — обладателя Кубка СССР 1968 сыграл один матч — в полуфинале против «Нефтчи» (2:0) вышел во втором тайме.